# Aspekt (astrologija)
Aspekt, kut planeta, u astrologiji, kut između dvaju planeta (uključujući nebeska tijela Sunce i Mjesec) promatran sa Zemlje, te između planeta i određenih zvijezda stajačica, odnosno uzlaznih ili silaznih Mjesečevih čvorova. Većinom se razlika izražava kao razlika stupnjeva dužine, pri čemu se razmak može brojit u smjeru Zodijaka i obratno.
Teoriju aspekata osmislili su Babilonci, a usavršio ju je njemački astronom Kepler (1571. – 1630.), koji im je pridao veliku važnost za tumačenje horoskopa.
Tradicionalno se razlikuje pet velikih kutova ili velikih aspekata i dvanaest malih kutova ili malih aspekata. Suvremena astrologija zanemaruje značaj malih aspekata.

## Veliki aspekti
Veliki aspekti tradicionalno se ponekad nazivaju Ptolomejevim aspektima prema Ptolomeju. Ovoj grupi aspekata pripadaju: konjukcija (0° ili 360°), sekstil (60° ili 300°), kvadratura (90° ili 270°), trigon (120° ili 240°) i opozicija (180°). Veoma rijetko se računa točni kutni razmak različitih aspekata, zbog čega se u astrologiji svakom planetu pripisuje poseban krug djelovanja, odnosno orbis, pri čemu orbis ovisi o jačini utjecaja pojedinog planeta.

## Mali aspekti
U suvremenoj astrologiji, mali aspekti imaju uglavnom sekundarno značenje. U ovu grupu smješteno je dvanaest aspekata: semisekstil (30° ili 330°), semikvintil (decil) (36° ili 324°), nonagon (40° ili 320°), semikvadrat (45° ili 315°), septil (~51° ili ~309°), kvintil (72° ili 288°), biseptil (~130° ili ~257°), seskvintil (tredicil) (108° ili 252°), seskvikvadrat (135° ili 225°), bikvintil (144° ili 216°), kvinkuns (150° ili 210°) i triseptil (~154° ili ~206°).